# Xenofont (escultor)
Xenofont (en llatí Xenophon, en grec antic Ξενοφῶν), fou un escultor atenenc contemporani de Cefisòdot el vell, junt amb el qual va fer l'estàtua de Zeus.
En un passatge Pausànias menciona també l'estàtua de Tique o Fortuna portant al seu fill Plutos que va veure al temple de la deessa a Tebes, de la que, segons els tebans, Xenofont havia fet la cara i els braços i la resta era obra d'un artista nadiu de nom Cal·listònic.